# The Last Victim (film, 2021)
Pour plus de détails, voir Fiche technique et Distribution.
The Last Victim est un film de néo-noir, néo-western et thriller policier américain de 2021 réalisé et produit par Naveen A Chathapuram dans son premier rôle de réalisateur, avec un scénario d’Ashley James Louis basé sur une histoire de Doc Justin et Chathapuram. Le film met en vedette Ali Larter, Ralph Ineson, Ron Perlman, Kyle Schmid, Dakota Daulby, Camille Legg et Tom Stevens. L’intrigue suit un shérif poursuivant un gang violent traquant un témoin de leurs crimes.
Le film a été présenté en première au Oldenburg International Film Festival le 16 septembre 2021, puis est sorti aux États-Unis le 13 mai 2022 par Decal.

## Synopsis
Un groupe de hors-la-loi, dirigé par le charismatique Jake Samuels, est poursuivi par le shérif vieillissant Herman Hickey et sa jeune adjointe, Mindy Gaboon, après qu’un crime tourne mal dans le sud-ouest des États-Unis. Le gang croise bientôt le chemin de Susan Orden, anthropologue souffrant de TOC, et de son mari, Richard, qui les surprennent alors qu’ils dissimulent un crime. Susan devient rapidement la cible du gang, qui espère en faire leur dernière victime.

## Fiche technique
- Titre original et français : The Last Victim
- Réalisation : Naveen A. Chathapuram
- Scénario : Ashley James Louis, Doc Justin et Naveen A. Chathapuram
- Effets spéciaux : Russ James, Bill Mills
- Photographie : Lukasz Pruchnik
- Montage : John Chimples, Rony Roy
- Musique : Darren Morze
- Production :
- Sociétés de distribution :
- Pays de production :  États-Unis
- Langue originale : anglais
- Format : couleur
- Genre : Thriller, policier, néo-noir et néo-western
- Durée : 112 minutes
- Dates de sortie :
  - Pays-Bas : 12 mai 2022 (avant-première)
  - États-Unis, Canada : 13 mai 2022 (sortie nationale et VOD)
  - France : 15 novembre 2022 (en VOD)

## Distribution
- Ali Larter (VF : Caroline Maillard) : Susan Orden
- Ralph Ineson (VF : Jérôme Keen) : Jake
- Ron Perlman (VF : Sylvain Lemarié) : le shérif Herman Hickey
- Tahmoh Penikett (VF : Christophe Hespel) : Richard
- Kyle Schmid : Bull
- Dakota Daulby (en) : Tad
- Tom Stevens (en) : Manny Randowski
- Camille Legg : l'adjointe Mindy Gaboon
- Paul Belsito : Snoopy
- Gregory Fawcett : l'adjoint Dale
- Matt Brown : Monroe
- Kit Sheehan : Glenda Hickey
- Trish Allen : la serveuse
- Budge Winter : le vieil homme

 Source et légende : version française (VF) sur RS Doublage et selon le carton du doublage français sur le DVD zone 2.

## Production
L’idée de The Last Victim a été développée plus de quinze ans avant la sortie du film. Le réalisateur Naveen A Chathapuram a été introduit à l’histoire par l’anthropologue Dr Neal "Doc" Justin, et tous deux prévoyaient de faire de ce film un projet à très petit budget inspiré de Breakdown (1997). Après qu’un incendie sur le lieu de tournage ait interrompu le projet, Chathapuram a poursuivi d’autres projets en tant que producteur, notamment CA$H, un des premiers rôles de Chris Hemsworth. Quinze ans plus tard, Chathapuram redécouvre le concept pour en faire son premier film en tant que réalisateur. Il sollicite alors Ashley James Louis, scénariste en pleine ascension, pour écrire une nouvelle version du script. Avec des ajustements et de nouveaux objectifs, Louis présente une première version, obtenant un score de "76" sur SLATED. Chathapuram réunit ensuite une équipe de producteurs et d’investisseurs et parvient à lever environ 2 millions de dollars pour financer ce film indépendant à petit budget. Pendant cette période, Ralph Ineson (The Witch, The Green Knight) est choisi pour interpréter "Jake Samuels", tandis qu’Ali Larter (Final Destination, Resident Evil) et Ron Perlman (Hellboy, Nightmare Alley) sont respectivement sélectionnés pour les rôles de "Susan Orden" et "Shérif Hickey". Le tournage s'est déroulé au Canada en moins de trois semaines. La pandémie de Covid-19 ayant retardé la postproduction, la première a été reportée à l’édition 2021 du Oldenburg International Film Festival. Decal a finalement distribué le film en salles et en VOD le 13 mai 2022. Ce film marque le premier rôle de réalisateur de Chathapuram.

## Sortie
Le film a été présenté au Oldenburg International Film Festival le 16 septembre 2021, où il a été nommé pour le prix de l’indépendance allemande "Meilleur film - Prix du public". Decal a acquis les droits de distribution peu après, un accord négocié par Ayo Kepher-Maat de Decal et Jared Goetz d’Ascending Media Group. La sortie en salles et en VOD a eu lieu le 13 mai 2022.

## Réception
Sur le site de critiques Rotten Tomatoes, le film a obtenu un score de 27 % basé sur 15 critiques, avec une note moyenne de 4,5/10.
Le site Metacritic lui a attribué une note de 34 sur 100, basée sur 5 critiques, indiquant des "critiques généralement défavorables".
Le film a reçu des critiques mitigées. Dans les avis positifs, Rabbit Reviews attribue un "9/10" au film, soulignant la narration "philosophique" comme un point fort. Andrew Buckner de Without Your Head et Jim Morazzini de Voices from the Balcony ont tous deux attribué une note de "4/5", Buckner le qualifiant de "cinéma pulp dense, réfléchi et satisfaisant". Jim Morazzini a également commenté que c'est "un thriller tendu et satisfaisant" révélant des talents prometteurs. Josh Taylor de Nightmarish Conjurings note une similitude avec les classiques du noir, comparant l'écriture aux styles des frères Coen et de Quentin Tarantino.
Brian Fanelli de HorrorBuzz.com a qualifié le film de "néo-western captivant", attribuant une note de "7/10". Alex Saveliev de Film Threat a également donné un "7/10", ajoutant que le film explore "ce qui nous rend humain". Joel Copling de Spectrum Culture a évalué le film à "70%", notant "une touche d’hommage aux Coen Brothers".
Jeffery M. Anderson de Common Sense Media et le critique canadien Richard Crouse ont donné une note "3/5", Anderson décrivant le film comme un "néo-western avec du mordant", tandis que Crouse y voit "une forte première réalisation, captivante jusqu’au bout".
Parmi les critiques négatives, Joe Leydon de Variety a décrit le film comme "le dernier d’une longue série de thrillers néo-noirs" et Derek Smith de Slant Magazine lui a attribué "2 étoiles sur 4", déplorant une ressemblance avec No Country for Old Men. Tim Cogshell de FilmWeek a noté, "Des performances solides mais une fin décevante".
Un fan notable du film est l’auteur Stephen King, qui l’a recommandé dans un tweet du 24 septembre 2022, affirmant "Envie d’un thriller sanguinolent ? THE LAST VICTIM (Hulu) pourrait faire l'affaire".